# Türkəncil
Türkəncil è un comune dell'Azerbaigian situato nel distretto di Lənkəran. 